# Crest
Crest je naselje in občina v jugovzhodnem francoskem departmaju Drôme regije Rona-Alpe. Leta 2008 je naselje imelo 7.793 prebivalcev.

## Geografija
Kraj leži v pokrajini Daufineji ob reki Drôme, 25 km jugovzhodno od Valence.

## Uprava
Crest je sedež dveh kantonov:
- Kanton Crest-jug (del občine Crest, občine Autichamp, Chabrillan, Divajeu, Francillon-sur-Roubion, Grane, Piégros-la-Clastre, Puy-Saint-Martin, La Répara-Auriples, La Roche-sur-Grane, Saou, Soyans: 8.079 prebivalcev),
- Kanton Crest-sever (del občine Crest, občine Allex, Aouste-sur-Sye, Beaufort-sur-Gervanne, Cobonne, Eurre, Gigors-et-Lozeron, Mirabel-et-Blacons, Montclar-sur-Gervanne, Montoison, Omblèze, Ourches, Plan-de-Baix, Suze, Vaunaveys-la-Rochette: 16.120 prebivalcev).

Oba kantona sta sestavna dela okrožja Die.

## Zanimivosti
- stolp la tour de Crest, ostanek srednjeveškega gradu iz 10. do 14. stoletja, z 52 metri višine eden najvišjih donjonov Francije,
- cerkev Presvetega Odrešenika.